# Brazilski znakovni jezik
Brazilski znakovni jezik (Libras, od "Língua Brasileira de Sinais"; ISO 639-3: bzs), znakovni jezik gluhih osoba u urbanim dijelovima Brazila (São Paulo, Rio de Janeiro, Minas Gerais, Santa Catarina) kojim se služi nepoznat broj ljudi. Prva škola za gluhe osnovana je 1857. u Rio de Janeiru, a nakon toga i u Porto Alegreu. Sjeverni dijalekti su dosta različiti

## Vanjske poveznice
- Ethnologue (14th)
- Ethnologue (15th)